# كيت هودج
كيت هودج (بالإنجليزية: Kate Hodge) هي ممثلة أمريكية، ولدت في 2 يناير 1966 ببيركيلي في الولايات المتحدة.

## أعمال

### أفلام
- (1990)  مجزرة منشار تكساس III[5][6]
- (1992) طلقات سريعة

## وصلات خارجية
- كيت هودج على موقع IMDb (الإنجليزية)
- كيت هودج على موقع قاعدة بيانات الفيلم (الإنجليزية)